# 森政逸郎
森政 逸郎（もりまさ いつろう、1923年（大正12年）3月2日 - 1992年（平成4年）6月8日）は、実業家である。元日清製粉（現：日清製粉グループ）取締役。広島県出身。

## 経歴

### 生い立ち
1923年（大正11年）、広島県に生れる。旧制岡山県立高梁中学（現：岡山県立高梁高校）へ進学し、同期には、日本原子力研究所副理事長となる天野昇、新見市長となる福田正彦、丸善石油副参与・北海道の丸善石油関連社長となる古米初男、大学教授となる田井庄之助がいた。1940年（昭和15年）3月に同校卒業した。
その後、同年に旧制松山高等学校文科乙類へ進学する。1943年（昭和18年）に同校を卒業をを経て、京都帝国大学法学部へ進学。1946年（昭和21年）3月に京都帝国大学法学部を卒業する。

### 大学卒業後
京大卒業後の同年5月、日清製粉へ入社する。その後、直ぐに同社の神戸工場へ配属となり、一貫して営業畑を歩み、1962年（昭和37年）39歳のときに販売第一課長へ昇進する。1969年（昭和44年）46歳のときに、仙台営業所長となり、1973年（昭和48年）には、名古屋営業所長、1978年（昭和53年）岡山工場長を経て、同年55歳で日清製粉取締役となる。
また、岡山工場長を兼務しながら1979年には、広島砂糖の監査役にも就任する。その後、総務中部地区統括となり、愛知県製粉協会会長を務めた後、1990年（平成2年）67歳のときに任期満了により取締役を退任する。
1992年（平成4年）6月8日、69歳で死去。